# Nürnberger Versicherungscup 2013
Nürnberger Versicherungscup 2013 — професійний тенісний турнір, що проходив на кортах з ґрунтовим покриттям. Того року відбувся вперше. Проходив у рамках Туру WTA 2013. Відбувся в Нюрнбергу (Німеччина) з 10 до 15 червня 2013 року.

## Учасниці основної сітки в одиночному розряді

### Сіяні
| Країна    | Гравчиня             | Рейтинг1 | Сіяна |
| --------- | -------------------- | -------- | ----- |
| Сербія    | Єлена Янкович        | 18       | 1     |
| Чехія     | Клара Закопалова     | 24       | 2     |
| Франція   | Алізе Корне          | 27       | 3     |
| Німеччина | Юлія Гергес          | 28       | 4     |
| Чехія     | Луціє Шафарова       | 29       | 5     |
| Іспанія   | Лурдес Домінгес Ліно | 45       | 6     |
| Румунія   | Сімона Халеп         | 57       | 7     |
| Німеччина | Анніка Бек           | 62       | 8     |

- 1 Рейтинг подано станом на 27 травня 2013

### Інші учасниці
Нижче наведено учасниць, які отримали вайлдкард на участь в основній сітці:
- Єлена Янкович
- Андреа Петкович
- Діна Пфіценмаєр

Нижче наведено гравчинь, які пробились в основну сітку через стадію кваліфікації:
- Тереза Мартінцова
- Грейс Мін
- Олександра Панова
- Тереза Сміткова

Як щасливий лузер в основну сітку потрапили такі гравчині:
- Юлія Бейгельзимер

### Знялись з турніру
До початку турніру
- Ірина-Камелія Бегу
- Луціє Градецька
- Бетані Маттек-Сендс
- Анабель Медіна Гаррігес
- Моніка Нікулеску
- Флавія Пеннетта (травма ноги)
- Шанелль Схеперс
- Ярослава Шведова
- Сільвія Солер-Еспіноса
- Карла Суарес Наварро

## Учасниці основної сітки в парному розряді

### Сіяні
| Країна    | Гравчиня             | Країна     | Гравчиня      | Рейтинг1 | Сіяна |
| --------- | -------------------- | ---------- | ------------- | -------- | ----- |
| Німеччина | Анна-Лена Гренефельд | Чехія      | Квета Пешке   | 37       | 1     |
| Німеччина | Юлія Гергес          | Люксембург | Менді Мінелла | 82       | 2     |
| Росія     | Олександра Панова    | Франція    | Лаура Торп    | 166      | 3     |
| Чехія     | Ева Бірнерова        | Україна    | Ірина Бурячок | 167      | 4     |

- 1 Рейтинг подано станом на 27 травня 2013

### Інші учасниці
Нижче наведено пари, які отримали вайлдкард на участь в основній сітці:
- Крістіна Барруа /  Анна-Лена Фрідзам
- Лаура Зігемунд /  Ніна Зандер

## Переможниці

### Одиночний розряд
- Сімона Халеп —  Андреа Петкович, 6–3, 6–3

### Парний розряд
- Ралука Олару /  Валерія Соловйова —  Анна-Лена Гренефельд /  Квета Пешке, 2–6, 7–6(7–3), [11–9]